# 羽田皓
羽田 皓（はだ あきら、1944年（昭和19年）7月27日 - ）は、日本の政治家。第12代福山市長（3期）。

## 経歴
広島県福山市鞆町出身。青山学院大学法学部卒業。1968年、福山市職員になり、2001年に総務部長、2004年助役に就任。
第11代市長三好章が4期目途中の2004年8月9日付で病気により辞職。それに伴い行われた9月5日の市長選挙で鞆の浦埋立て架橋計画推進を訴えて当選。2003年に一旦凍結された埋立て架橋計画を市長就任後に推進した。広島県が2007年に鞆の浦埋め立て免許差し止め訴訟を提訴され、2009年に広島地方裁判所が免許差し止めを認める判決が出たが、福山市は計画を推進する立場を取り続けた。2016年2月15日、広島高等裁判所で開かれた控訴審口頭弁論で原告側住民が訴えを取り下げ、広島県は埋め立ての免許交付申請を取り下げる意向を示し、訴訟は終結した。3月の定例市議会最終日に9月市長選挙不出馬の意向を表明。9月市長選挙では羽田市政継承を訴えた枝廣直幹が当選した。

### 2004年福山市長選挙
※当日有権者数：人 最終投票率：%（前回比：pts）
| 候補者名 | 年齢 | 所属党派 | 新旧別 | 得票数   | 得票率 | 推薦・支持       |
| -------- | ---- | -------- | ------ | -------- | ------ | ---------------- |
| 羽田皓   | 60   | 無所属   | 新     | 86,026票 | 55.59% | 推薦：民主、社会 |
| 大田浩右 | 65   | 無所属   | 新     | 60,696票 | 39.22% |                  |
| 寺田明充 | 53   | 無所属   | 新     | 8,020票  | 5.18%  | 推薦：共産       |

### 2008年福山市長選挙[選 1]
※当日有権者数：371,499人 最終投票率：29.34%（前回比：pts）
| 候補者名 | 年齢 | 所属党派 | 新旧別 | 得票数   | 得票率 | 推薦・支持             |
| -------- | ---- | -------- | ------ | -------- | ------ | ---------------------- |
| 羽田皓   | 64   | 無所属   | 現     | 71,014票 | 65.74% | 推薦：自民、民主、公明 |
| 長竹千賀 | 41   | 無所属   | 新     | 31,099票 | 28.79% |                        |
| 小川順三 | 78   | 無所属   | 新     | 5,906票  | 5.47%  |                        |

### 2012年福山市長選挙[選 3]
※当日有権者数：375,007人 最終投票率：22.59%（前回比：-6.75pts）
| 候補者名 | 年齢 | 所属党派 | 新旧別 | 得票数   | 得票率 | 推薦・支持             |
| -------- | ---- | -------- | ------ | -------- | ------ | ---------------------- |
| 羽田皓   | 68   | 無所属   | 現     | 59,411票 | 71.70% | 推薦：自民、民主、公明 |
| 大戸博史 | 61   | 無所属   | 新     | 23,455票 | 29.30% |                        |

## 福山駅前整備事業
2006年8月、福山駅前整備事業に伴い福山市教育委員会が試掘していたところ福山城外堀の石垣の一部が見つかった。2011年7月1日に福山駅南地下送迎場がオープンした。2012年3月に福山駅前広場が完成した。